# Église Saint-Étienne de Biarrotte
L'église Saint-Étienne est située à Biarrotte, dans les Landes.

## Description
L'édifice est inscrit aux monuments historiques depuis 2008.

## Galerie d'images

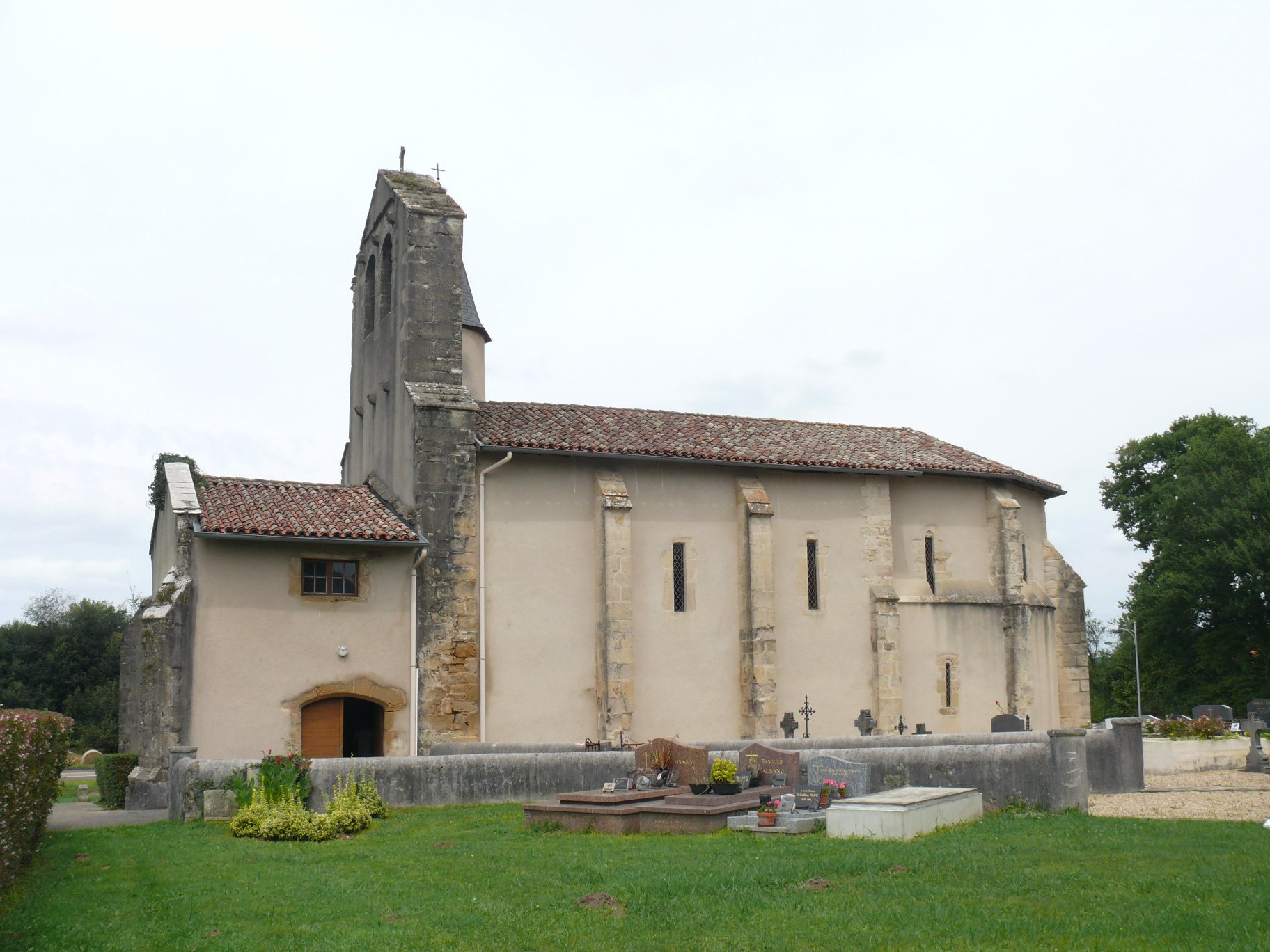
Autre vue.
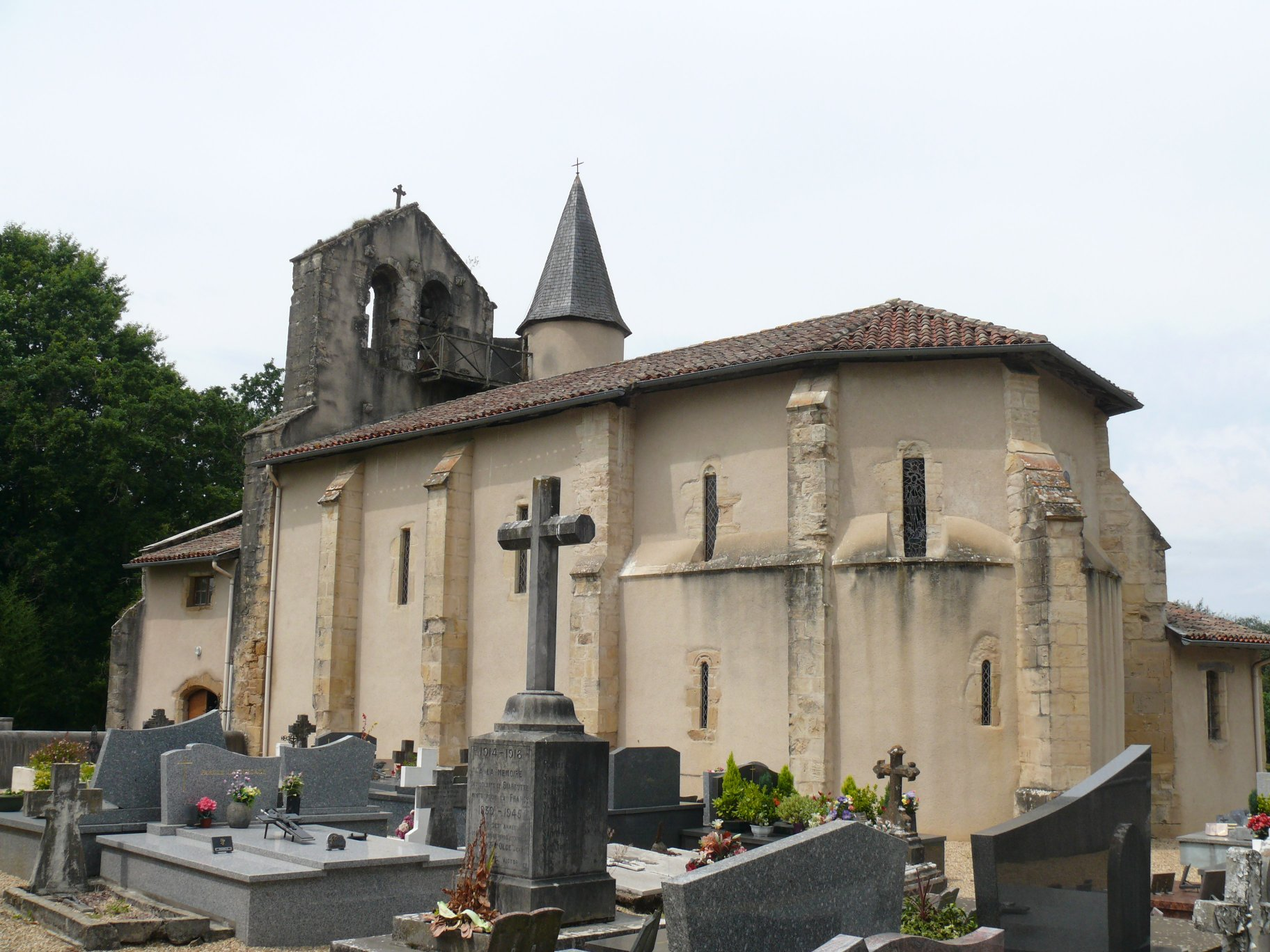
L'abside.
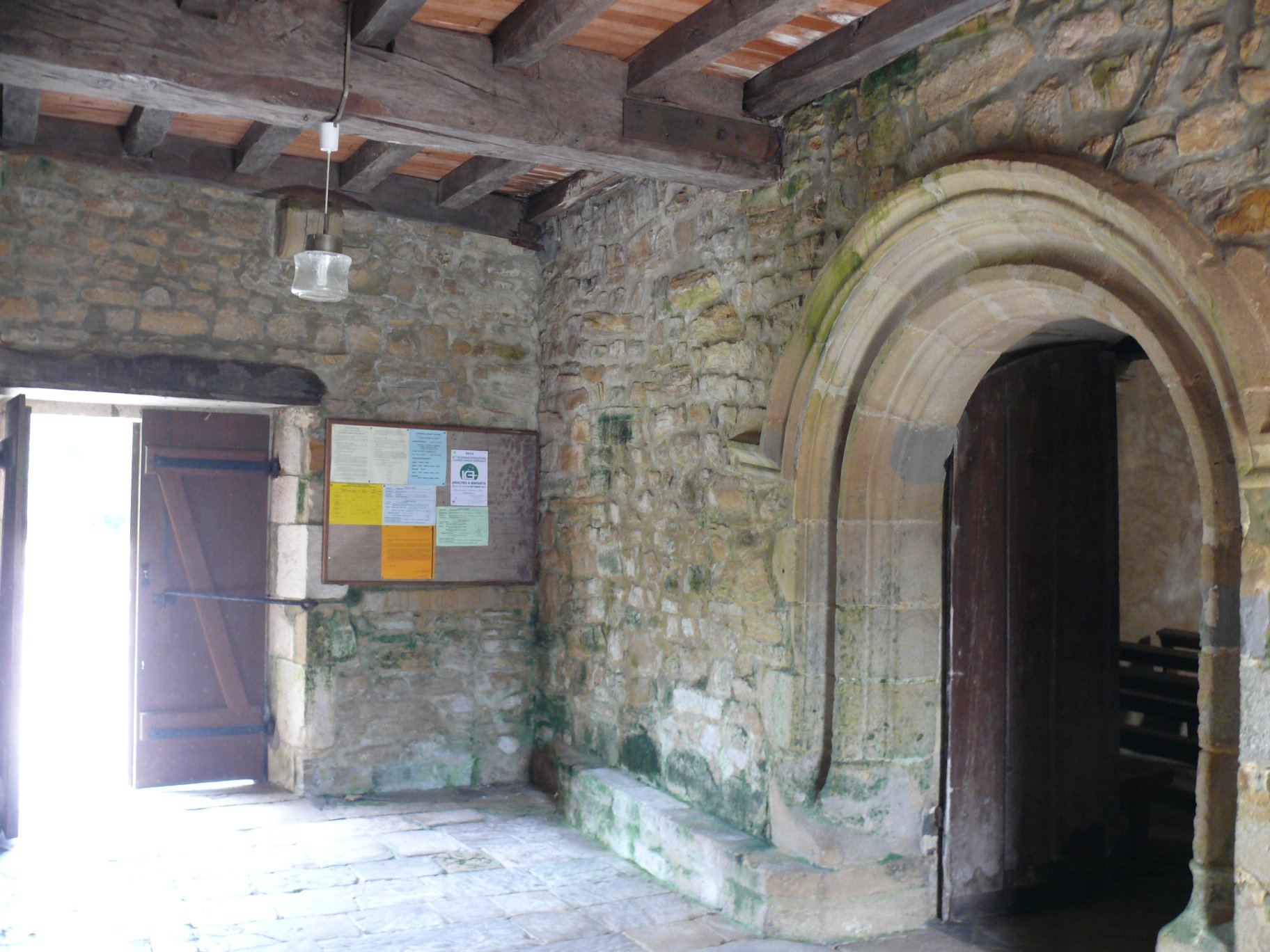
Le narthex.
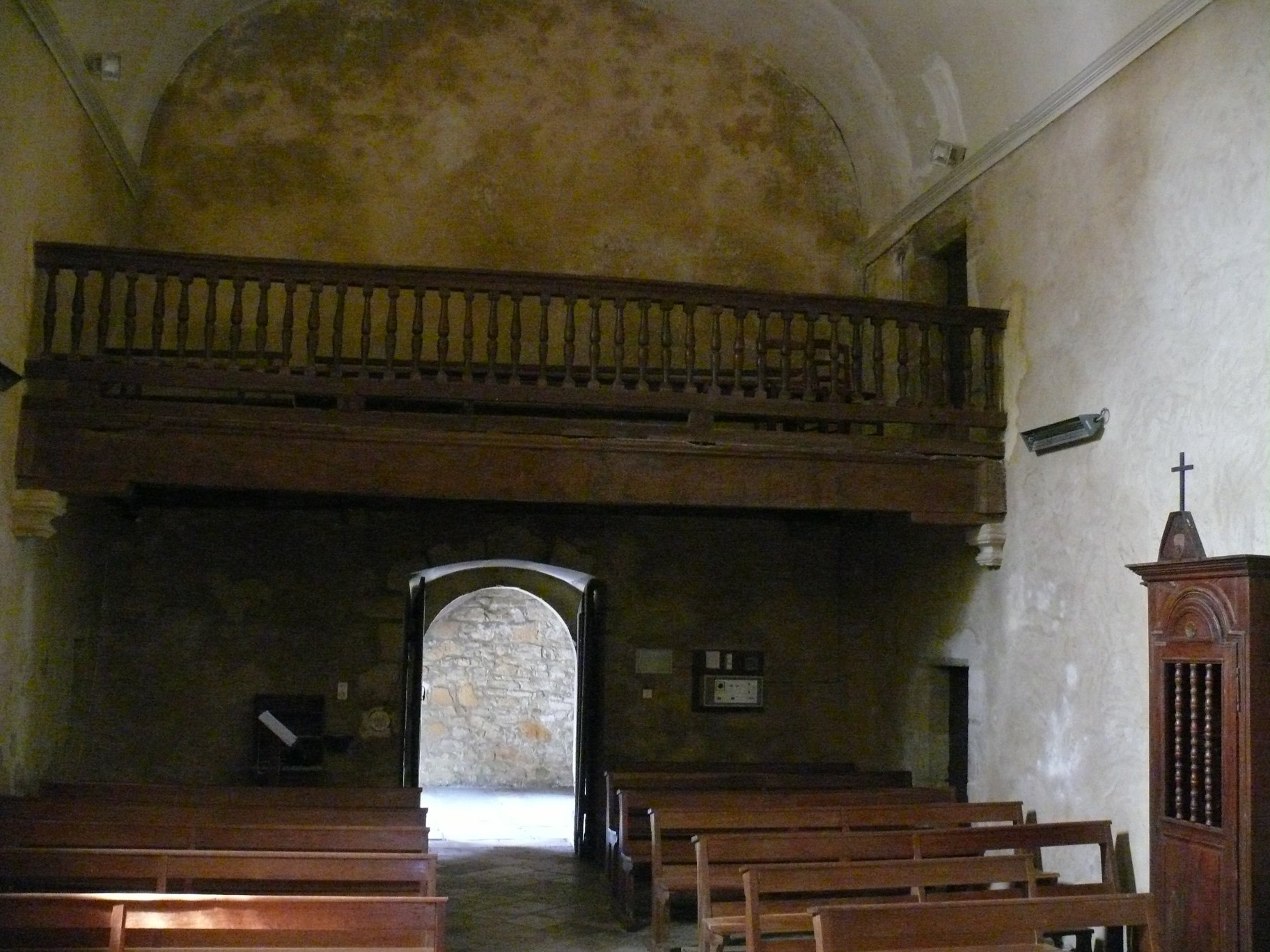
La nef et l'entrée.
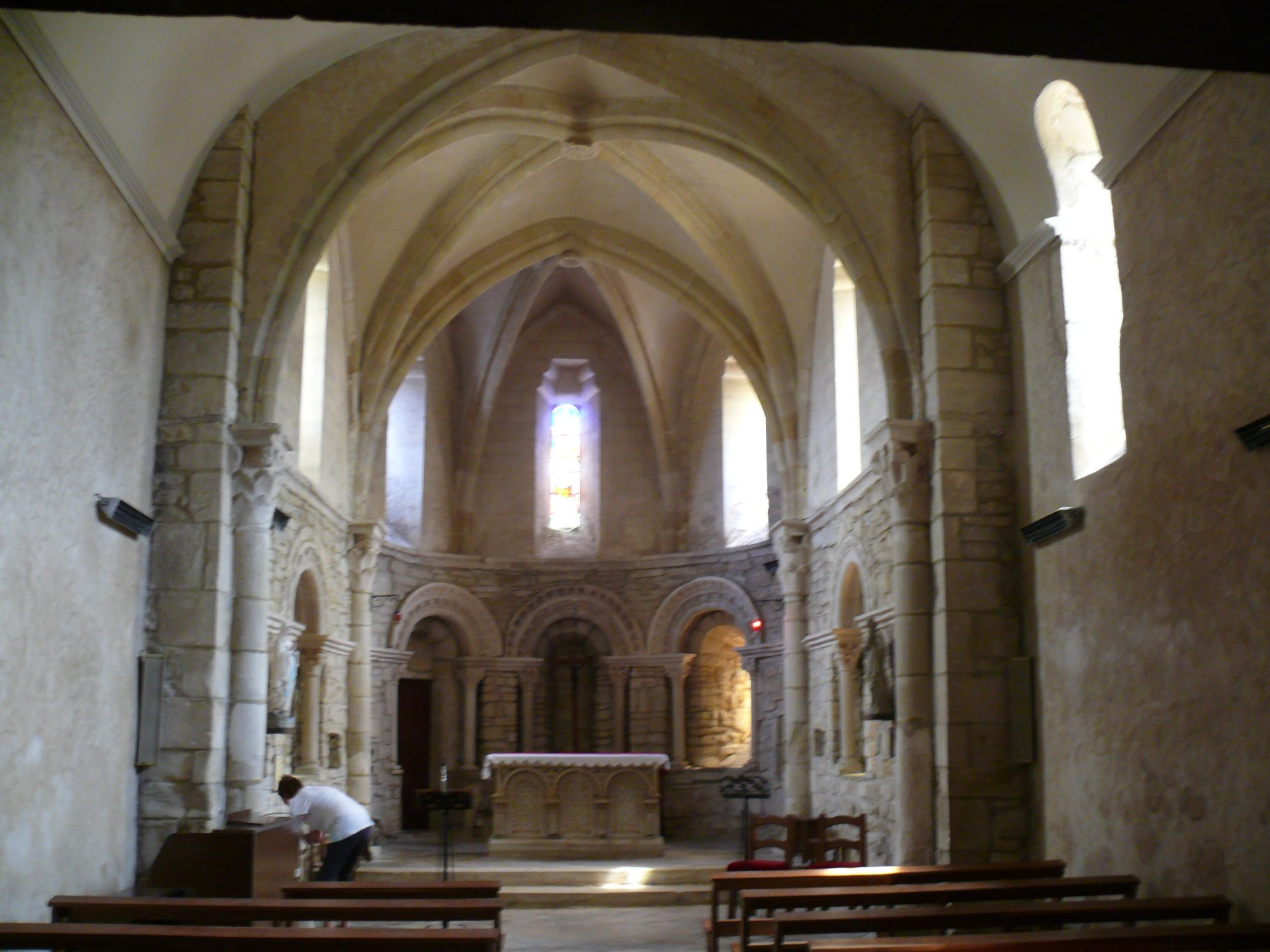
La nef et le chœur.
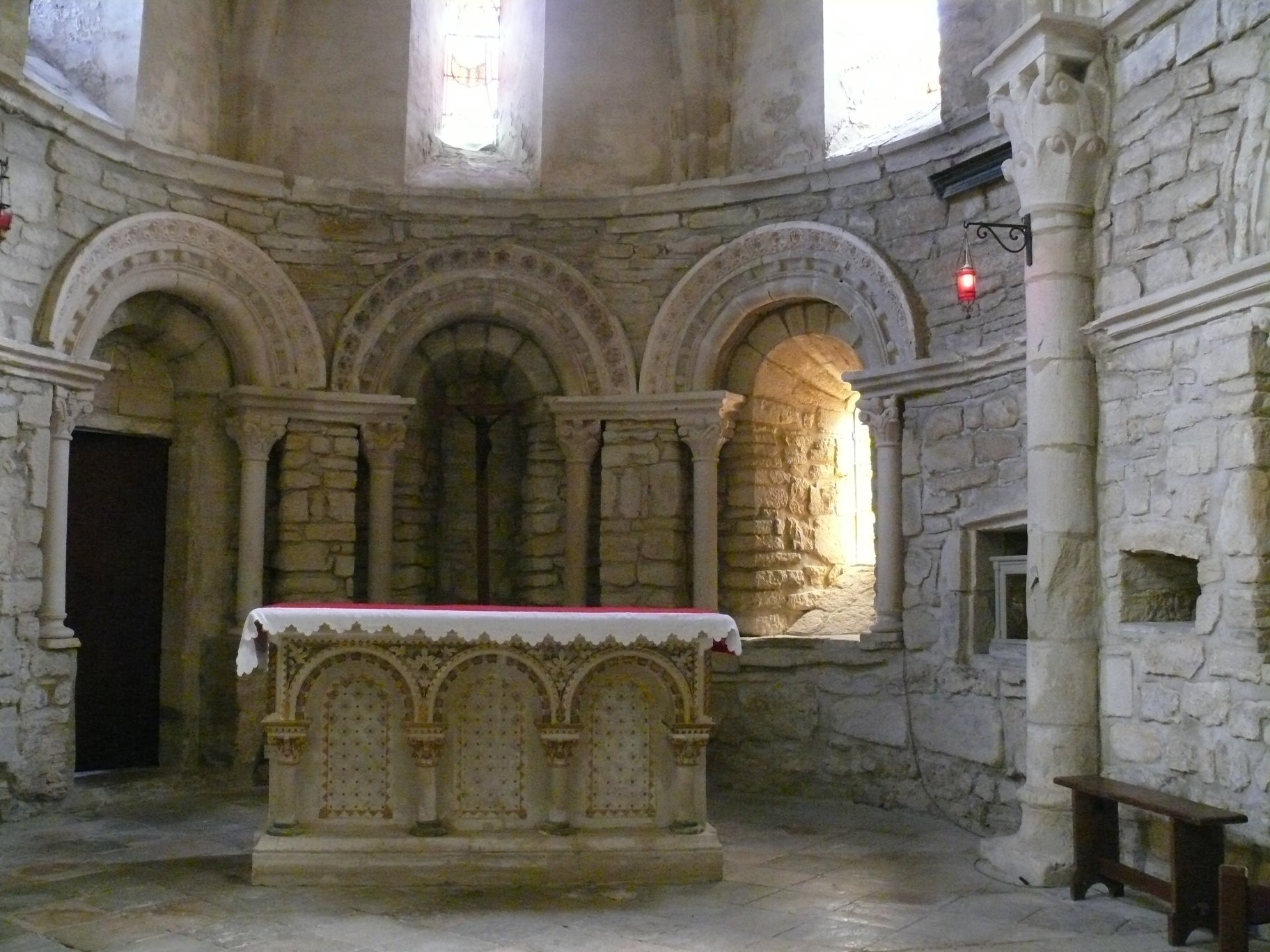
Le chœur.
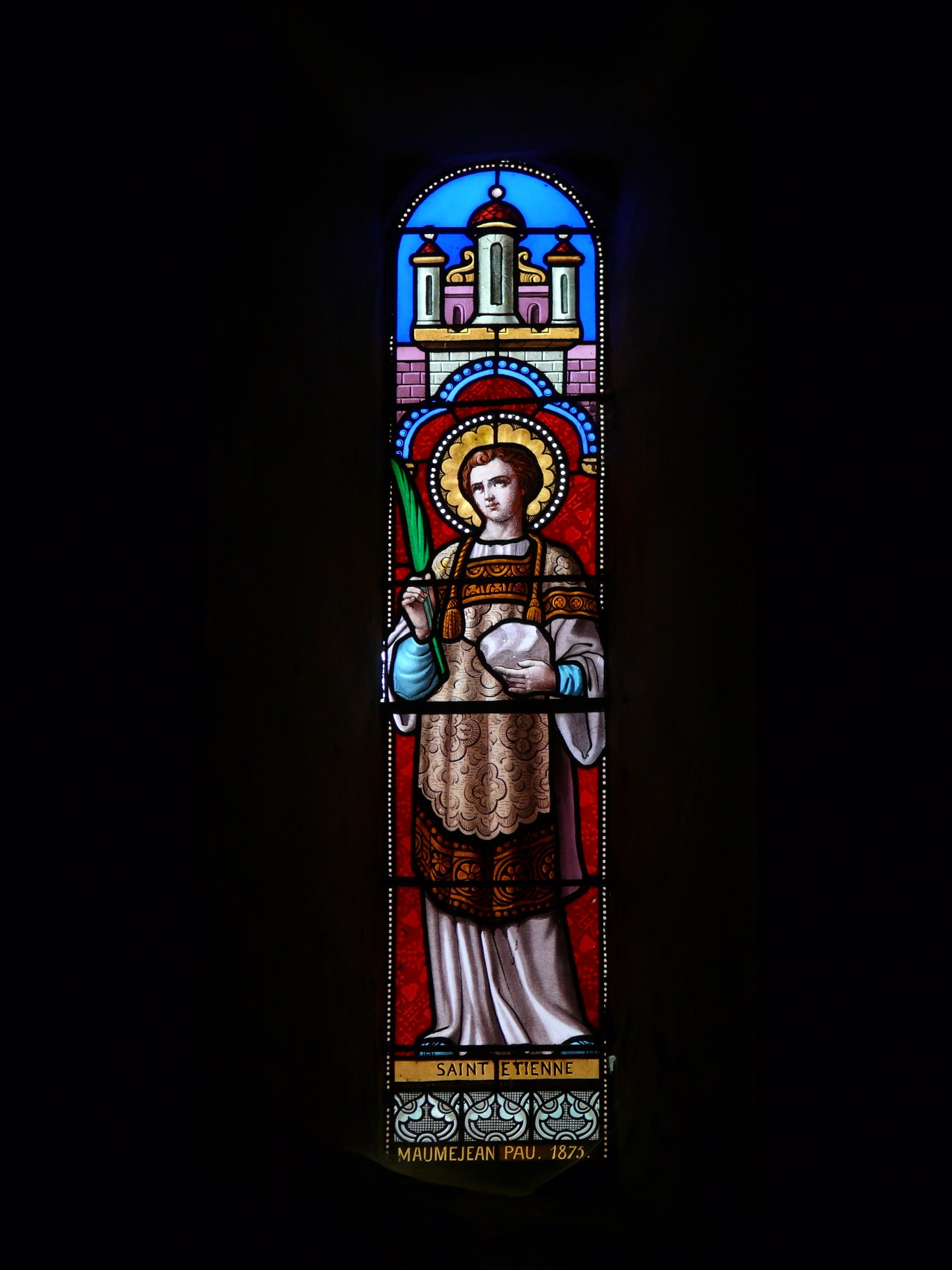
Vitrail.